# Beţārī
Beţārī (persiska: بطاری) är en ort i Iran.   Den ligger i provinsen Kohgiluyeh och Buyer Ahmad, i den centrala delen av landet, 500 km söder om huvudstaden Teheran. Beţārī ligger 1 581 meter över havet och antalet invånare är 188.
Terrängen runt Beţārī är huvudsakligen kuperad, men österut är den bergig. Beţārī ligger nere i en dal.Runt Beţārī är det ganska tätbefolkat, med 75 invånare per kvadratkilometer. Närmaste större samhälle är Sīsakht, 12,0 km öster om Beţārī. Omgivningarna runt Beţārī är i huvudsak ett öppet busklandskap.